# Ignacio Dotti
Ignacio Dotti (Uruguay, 18 de agosto de 1994) es un jugador profesional uruguayo de rugby que se desempeña en la posición de segunda línea en Old Glory DC, equipo perteneciente a la liga Major League Rugby.

## Carrera
En 2019, Dotti se unió al equipo New Orleans Gold (2019-2022), después pasó a Peñarol Rugby (2022-2023), luego a Old Glory DC, disputando su cuarta temporada en la Major League Rugby. También es parte de la Selección de rugby de Uruguay.